# Kocatepe-mecset
A Kocatepe-mecset (ejtsd: [kodzsatepe]) 1967 és 1987 között épült Ankara egyik Kocatepe negyedében.
A mecset építésére már 1945-ben pályázatot írtak ki, ám egyetlen tervet sem találtak elég megfelelőnek. 1965-ben Vedat Dalokay építész tervei alapján elkészültek a minaretek alapjai, ám a munkálatok félbeszakadtak, és 1967-ben a pályázatot újra kiírták. Az építkezést először Hüsrev Tayla, 1979 után pedig Fatih Uluengin tervei alapján folytatták. A Kocatepe-mecset a klasszikus oszmán építészet stílusjegyeit viseli. Méretéből és elhelyezkedéséből adódóan Ankara központjából bárhonnan jól látható.

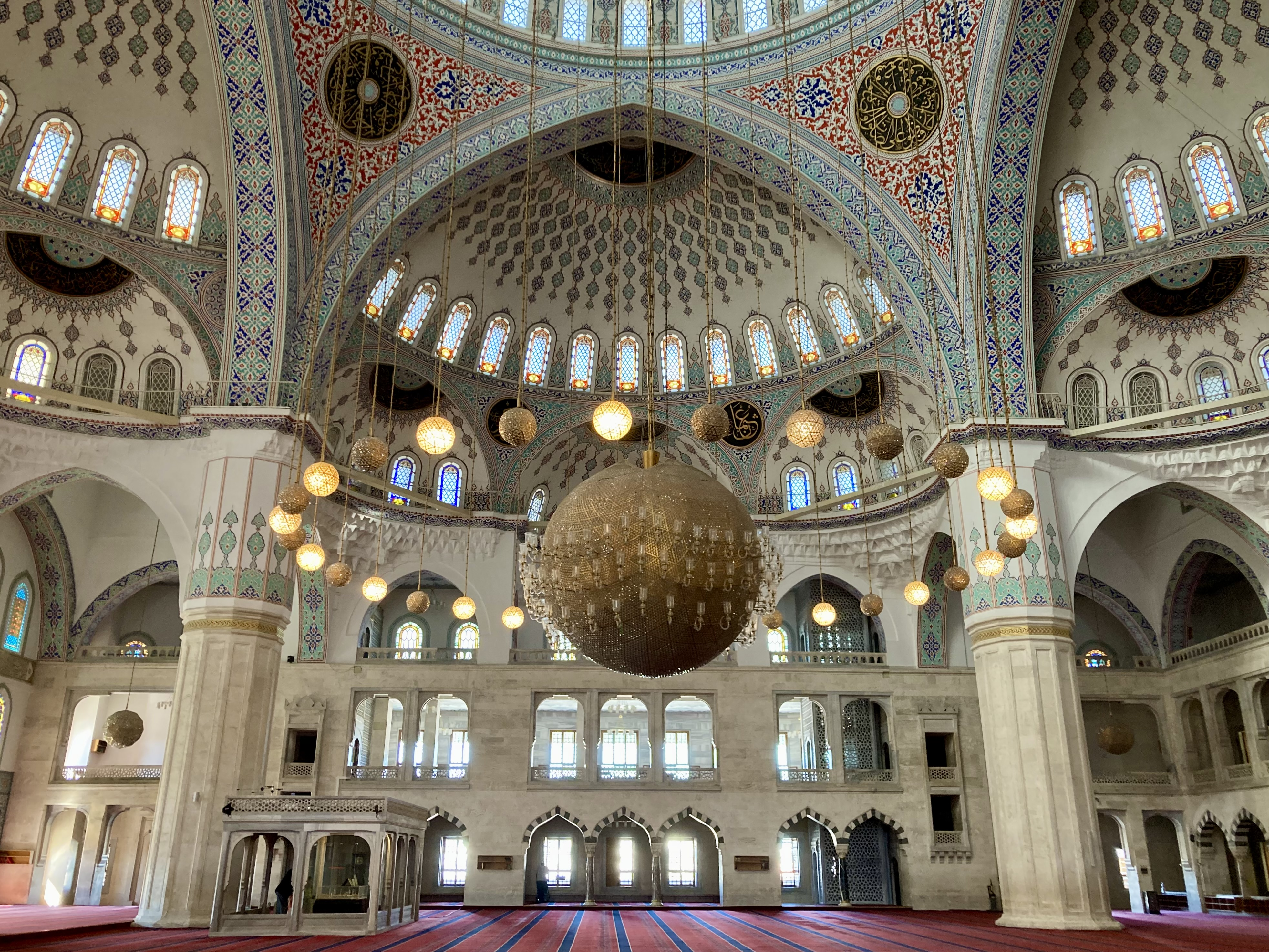
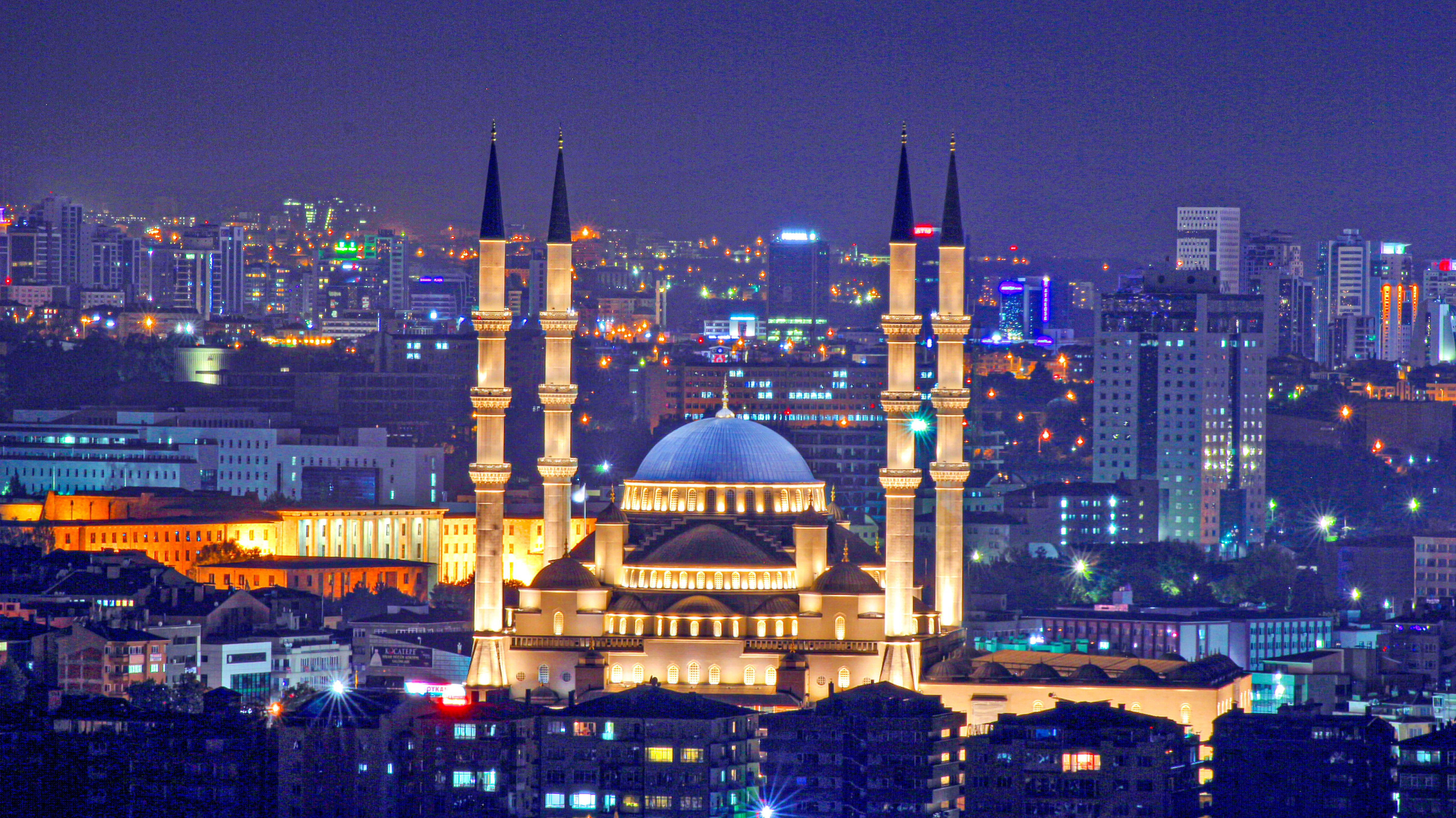

## Kapcsolódó szócikk
- Törökország építészete